# Повернення Вероніки
«Повернення Вероніки» — радянський художній фільм 1963 року, знятий на Кіностудії ім. О. Довженка.

## Сюжет
Після закінчення інституту Вероніка три роки відпрацювала в лікарні глухого цілинного селища. А потім вирішила повернутися до Києва, щоб продовжити навчання в ординатурі і бути ближче до Вадима, якого вона кохає. Але зустрівшись з ним, зрозуміла, що даремно прагнула до нього: він не витримав порівняння з тими справжніми людьми, яких Вероніка зустріла на цілині. Вона повертається до тих, хто її любить і чекає.

## У ролях
- Марина Добровольська — Вероніка
- Станіслав Хитров — Ілля Семакін
- Василь Ліванов — Вадим
- Микола Тимофєєв — Саєнко
- Євген Тетерін — батько Вероніки
- Елеонора Шашкова — Тонюшка
- Валентина Ананьїна — Тоська
- Олександр Лебедєв — Петька Рябов
- Людмила Мерщій — Настя
- Степан Крилов — Михеїч
- Касим Жакібаєв — Джакібаєв
- Борис Новиков — Медовой
- Олександр Толстих — Парфен
- Борис Бібіков — епізод
- Наталія Кандиба — епізод
- Наталія Фалей — епізод
- Сергій Петров — епізод
- Сергій Сібель — епізод
- Олександр Ушаков — епізод
- Геннадій Ялович — Сергій
- Вітольд Янпавліс — епізод
- Валерій Зінов'єв — епізод

## Знімальна група
- Режисери-постановники — Ігор Болгарин, Вадим Іллєнко
- Сценаристи — Ігор Болгарин, Сергій Наумов
- Оператор-постановник — Вадим Іллєнко
- Композитор — Леонід Грабовський
- Художник-постановник — Михайло Юферов
- Комбіновані зйомки — оператор: Олександр Пастухов, художник: Віктор Демінський
- Режисер монтажу — Тетяна Сивчикова